# Territori de Xauen
El territori de Xauen va ser un dels cinc territoris en què es va dividir el protectorat espanyol del Marroc el 1935 i va perdurar fins a la independència del Marroc. Abans de la reorganització territorial del protectorat el 1943 es va dir regió de Gomara. Estava situeu al centre-oest del protectorat, entre el territori del Rif, a l'est, i els territoris de Jebala i Lucus, a l'oest. La capital era Xauen i estava dividit en les següents càbiles:

## Qadidats
En desembre de 1934 el Qadi de Regió residia a Xauen. Estava dividit en dos qadidats amb les següents càbiless:

### Qadidat de Xauen
- Beni Ziat
- Beni Sechyel
- El Ajmás, Chauen, Xauen o Chefchauen (en àrab oficialment شفشاون i col·loquialment الشاون)
- Guézaua
- Beni Ahamed
- Beni Selman

### Qadidat de Puerto Capaz
- Beni Jaled
- Beni Mansor
- Beni Buzera
- Beni Guerir

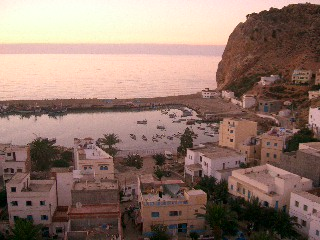
Vista de Puerto Capaz

- Beni Smih, Puerto Capaz, El Jebha (en àrab, لجبهة)
- Beni Erzin
- Metiua